# Света Параскева и Свети Димитър (Рапеш)
„Света Параскева и Свети Великомъченик Димитър“ (на македонска литературна норма: „Света Параскева и Свети Димитар“) е възрожденска църква в битолското село Рапеш, част от Преспанско-Пелагонийската епархия на Македонската православна църква – Охридска архиепископия.
Църквата е гробищен храм, разположен на северния вход на селото. Издигната е в 1860 година. Църквата има входове на южната и западната страна и е изписана. В 1918 година по време на Първата световна война, когато Рапеш е на фронтовата линия, църквата е разрушена. В 2006 година храмът е поправен.